# Pinus johannis

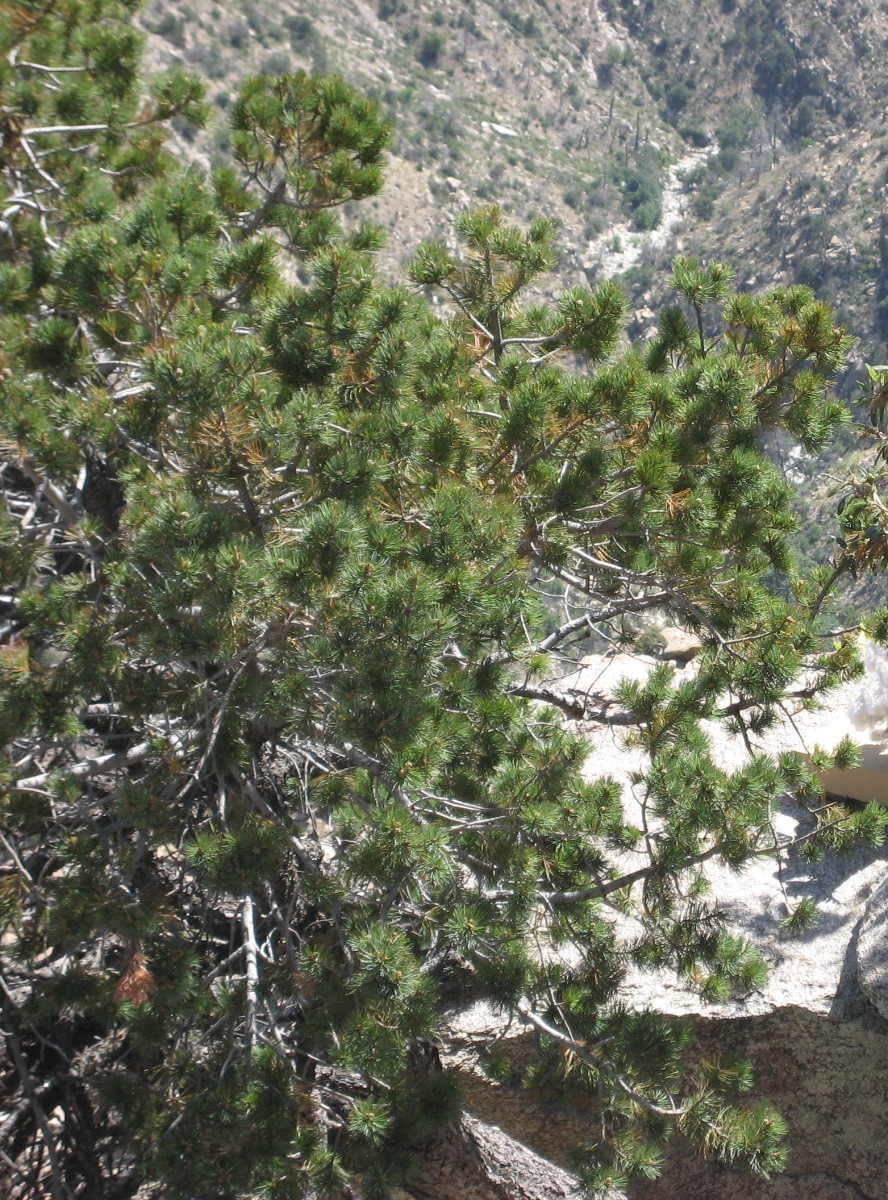
Vista del árbol en su hábitat

Pinus johannis es un arbusto o árbol menor que pertenece a la familia pinacea, género pinus y es natural del suroeste de Estados Unidos (en Arizona, Nuevo México) y el norte de México (en Aguascalientes, Chihuahua, Coahuila, Durango, Guanajuato, Nuevo León, San Luis Potosí, Sonora y Zacatecas).  Esta especie está muy relacionado con Pinus culminicola y Pinus cembroides. Fue descrita por primera vez en el año 1968 por el botánico estadounidense Elbert L. Little que la diferenció de Pinus cembroides, y elevado a las especies de M.-F. Robert en 1978. A veces se la considera solamente como una variedad de este último y recibe el nombre de Pinus cembroides variedad bicolor.

## Descripción
El tronco alcanza una altura de entre 2 y 10 metros y alrededor de 40 cm de diámetro. Las hojas son acículas que forman grupos de tres o cuatro unidades, de color verde oscuro azuloso, con estomas blanco, 3 y 5 cm de largo.
Las piñas miden de 3-6 cm y contienen piñones comestibles de 10 mm longitud. Floración de junio a julio (2-3 meses más tarde de P. cembroides). Fructificación: conos maduran (abren) de noviembre a diciembre. Polinización anemófila.

## Taxonomía
Sinonimia:
- Pinus cembroides var. bicolor Little[1]
- Pinus discolor Bailey & Hawksworth[5]
- Pinus culminicola var. johannis (M.-F.Robert) Silba
- Pinus culminicola var. discolor (Bailey & Hawksworth) Silba (nom. inval.)